# Mertojak
Mertojak je gradski kotar na istočnom dijelu Splita, smješten južno od gradskog kotara Visoka, a istočno od gradskog kotara Trstenik, a zapadno od kotara Žnjan. Gradski kotar Mertojak nalazi se između mora na jugu i Poljičke ulice i Ulice kralja Stjepana Držislava na sjeveru, te od Žnjanske ulice na istoku do Velebitske i Puta Žnjana na zapadu.

## Etimologija
Već u srednjem vijeku navodi se kao "Martonijak", "Mertevlak" i "Metenijak" (lat. Martongliach, Mertevlach, i Metengliach), a ime mu potječe od biljke mirte ili mrče (lat. myrtus communis) koja je rasla na ovom području.

## Povijest
Predjel Mertojak prvi put se spominje 1255. godine kao ad Mertevlach. Na prvoj katastarskoj karti Splita i okolice iz 1830. godine zapisan je kao Mertojak, ali su ga splitski težaci nazivali i Mrtojak. Još do kraja 70-ih godina 20. stoljeća na području današnjeg kvarta nalazili su se staklenici s cvijećem, a ranije je bilo i vinograda koje su zasadili splitski težaci.
Mertojak je jedan od novijih kvartova u gradu (izgrađen 1979. – 1984.) i većinom se sastoji od modernih i višekatnih zgrada i nebodera. Ima površinu od 40 ha, a na tom području živi 9.503 stanovnika. Velike i moderne ulice unutar ovog gradskog kvarta imaju imena gradova prijatelja Splita. Imena tih ulica su: Odeska, Doverska, Ostravska i Trondheimska.
Mertojak ima osnovnu školu, ambulantu, dječje vrtiće, sportski centar (kuglana i teretana), a osnovana je i župa sv. Josipa te izgrađena nova crkva 1997. godine.
Jedini perivoj na Mertojaku naziva se Perivoj Majke Terezije.